# Försvarsmaktens central för utveckling av utbildningen
Försvarsmaktens central för utveckling av utbildningen (FöCUU) är en finländsk militär inrättning i Tusby som sorterar under huvudstaben.
Inrättningen, som grundades 1996, arbetar delvis i byggnader som tidigare disponerades av Stridsskolan. Inrättningen verkställer utredningar om utbildnings- och personalfrågor samt lämplighetstest, utvecklar metoder och teknologier som används inom försvarsmakten vid utbildning, studier och övrig verksamhet samt producerar materiel och tjänster. Inrättningen arbetar uppdelad på en administrativ avdelning, en avdelning för beteendevetenskaper, en teknologiavdelning och en produktionsavdelning (framställer läromedel och ansvarar för försvarsmaktens fotoarkiv, grundat 1926 på Sandhamn) samt Stabsskolan, som utbildar försvarsmaktens och gränsbevakningsväsendets militära och civila personal.